# Densità di colonna
In fisica dell'atmosfera, la densità di colonna è la massa di una sostanza per unità di area integrata lungo una direzione, tipicamente lungo la linea di vista o dalla zona inferiore dell'atmosfera verso l'alto:

{\displaystyle \sigma =\int \rho \mathrm {d} s.}
La densità di colonna è inoltre utilizzata in astronomia ma, invece di far riferimento alla massa, indica il numero di molecole o atomi di una sostanza chimica per unità di area integrata in una direzione con
{\displaystyle N=\int n\mathrm {d} s.}

## Fisica atmosferica
La densità di colonna è una quantità rilevata tramite strumenti di telerilevamento, ad esempio il Total Ozone Mapping Spectrometer (TOMS) che misura la densità di colonna intorno alla Terra. Essa è inoltre data anche dal metodo della spettroscopia ad assorbimento ottico differenziale (DOAS) 
e sono un prodotto derivante da nadir-looking microwave radiometers.

Un concetto correlato è il liquid water path , ovvero la misura della quantità totale di acqua liquida presenta fra due punti nell'atmosfera, dove:
{\displaystyle P={\frac {\sigma }{\rho _{0}}}},
Un altro concetto correlato è la densità ottica.